# Luik-Bastenaken-Luik 2017
De 103e editie van de wielerwedstrijd Luik-Bastenaken-Luik werd gehouden op 23 april 2017. De wedstrijd maakt deel uit van de UCI World Tour en de UCI Women's World Tour. Titelverdediger bij de mannen was de Nederlander Wout Poels. Hij verscheen echter in verband met een blessure niet aan de start. Bij de vrouwen was deze wedstrijd de eerste editie.

## Mannen

### Parcours
De 103e editie gaat niet, zoals gebruikelijk, over de Côte de Wanne, de Stockeu en de Haute Levée, vanwege wegwerkzaamheden in Stavelot. In plaats daarvan gaat men oostwaarts via Malmedy over de Côte de Pont, de Bellevaux en de la Ferme Libert. Ook de kasseienheuvel Rue de Naniot, vlak voor de finish in Ans, verdwijnt na één jaar weer uit het parcours.

### Koersverloop
Voor de start was er 1 minuut stilte voor de Astana-coureur Michele Scarponi die een dag eerder was overleden, verscheidene teams reden daarom ook met rouwbanden. Nadat de start was gegeven ontstond er een kopgroep van acht renners: Tiago Machado (Katusha-Alpecin),  Anthony Perez en Stéphane Rossetto (beiden Cofidis), Mekseb Debesay (Dimension Data), Bart De Clercq (Lotto Soudal), Fabien Grellier (Direct Energie), Aaron Gate (Aqua Blue Sport) en de Nederlander Nick van der Lijke (Roompot-Nederlandse Loterij). De maximale voorsprong van de kopgroep zou ruim 13 minuten worden. Op de Roche-aux-Faucons, 20 kilometer voor het einde, werden koplopers ingerekend, op ploegmaten Rossetto en Perez na. Perez moest in de uitlopers lossen.
In de afdaling van de Roche-aux-Faucons kwam Tim Wellens (Lotto Soudal) nog bij Rossetto, maar zij werden op de  een na laatste heuvel (Côte de Saint-Nicolas) ingerekend door een klein peloton. De Italiaan Davide Formolo (Cannondale-Drapac) deed op die heuvel nog een aanval. Daniel Martin (Quick-Step Floors) deed op de slotklim nog een poging bij de favorietengroep te vertrekken. Hij haalde Formolo in, die terugviel, maar het was uiteindelijk Alejandro Valverde van Movistar die uit de groep wegsprong en de sprint van Martin kon winnen. Hij stak zijn handen richting de hemel en droeg daarmee de zege op aan Scarponi; hij beloofde al voor de start zijn winstpremie te schenken aan de nabestaanden.

### Deelnemende ploegen
| 18 UCI World Tour-ploegen | 18 UCI World Tour-ploegen | 18 UCI World Tour-ploegen | 7 wildcards                  |
| ------------------------- | ------------------------- | ------------------------- | ---------------------------- |
| AG2R La Mondiale          | Dimension Data            | Orica-Scott               | Aqua Blue Sport              |
| Astana                    | FDJ                       | Quick-Step Floors         | Cofidis                      |
| Bahrein-Merida PCT        | Katjoesja Alpecin         | Sky                       | Direct Énergie               |
| BMC Racing Team           | LottoNL-Jumbo             | Sunweb                    | Roompot-Nederlandse Loterij  |
| BORA-hansgrohe            | Lotto Soudal              | Trek-Segafredo            | Sport Vlaanderen-Baloise     |
| Cannondale-Drapac         | Movistar                  | UAE Team Emirates         | Wanty-Groupe Gobert          |
|                           |                           |                           | WB Veranclassic-Aqua Protect |
|                           |                           |                           |                              |

### Rituitslag
| Luik-Bastenaken-Luik 2017 (258 km) |                    |                   |          |
| Plaats                             | Naam               | Ploeg             | Tijd     |
| Winnaar                            | Alejandro Valverde | Movistar Team     | 6u24'27" |
| 2                                  | Daniel Martin      | Quick-Step Floors | z.t.     |
| 3                                  | Michał Kwiatkowski | Team Sky          | + 3"     |
| 4                                  | Michael Matthews   | Team Sunweb       | z.t.     |
| 5                                  | Jon Izagirre       | Bahrein-Merida    | z.t.     |
| 6                                  | Romain Bardet      | AG2R La Mondiale  | z.t.     |
| 7                                  | Michael Albasini   | Orica-Scott       | z.t.     |
| 8                                  | Adam Yates         | Orica-Scott       | + 7"     |
| 9                                  | Michael Woods      | Cannondale-Drapac | z.t.     |
| 10                                 | Rafał Majka        | BORA-hansgrohe    | z.t.     |
| 11                                 | Greg Van Avermaet  | BMC Racing Team   | z.t.     |
| 12                                 | Domenico Pozzovivo | AG2R La Mondiale  | z.t.     |
| 13                                 | Sergio Henao       | Team Sky          | z.t.     |
| 14                                 | Rui Costa          | UAE Team Emirates | + 10"    |
| 15                                 | Jakob Fuglsang     | Astana Pro Team   | z.t.     |
| 16                                 | Fabio Felline      | Trek-Segafredo    | + 14"    |
| 17                                 | Rudy Molard        | FDJ               | z.t.     |
| 18                                 | Julien Simon       | Cofidis           | z.t.     |
| 19                                 | Jelle Vanendert    | Lotto Soudal      | z.t.     |
| 20                                 | Patrick Konrad     | BORA-hansgrohe    | z.t.     |
|                                    |                    |                   |          |
| 22                                 | Tom Dumoulin       | Team Sunweb       | + 14"    |

## Vrouwen
Met de eerste editie van Luik-Bastenaken-Luik, de herinvoering van de Amstel Gold Race en de reeds bestaande Waalse Pijl, is er vanaf 2017 voor het eerst een volledige Ardense week voor vrouwen. Zowel de Amstel Gold Race als de Waalse Pijl werden dit jaar gewonnen door Anna van der Breggen, beide keren voor haar ploeggenote Lizzie Deignan.

### Parcours
Het 135,5 km lange parcours start in Bastenaken en eindigt in Ans. Onderweg worden vier hellingen beklommen. De finale met de laatste drie hellingen is identiek aan die van de mannen.
| 1 Côte de la Vecquée 2 Côte de La Redoute 3 Côte de La Roche-aux-Faucons 4 Côte de Saint-Nicolas |

### Koersverloop
Na vergeefse pogingen van Valentina Scandolara en Moniek Tenniglo, slaagde de derde WM3-renster Jeanne Korevaar er wel in om weg te raken van het peloton samen met Aude Biannic van FDJ. Ook zij werden weer gegrepen, halverwege de eerste beklimming, de Côte de Vecquée. In de afdaling demarreerde Tiffany Cromwell, maar zij werd teruggehaald op de Côte de la Redoute. In de volgende afdaling viel Roxane Knetemann aan, maar ook zij werd gegrepen, op de Roche-aux-Faucons, door het peloton dat geleid werd door Boels-Dolmans. Op deze klim demarreerde Katarzyna Niewiadoma en alleen Elisa Longo Borghini, Ashleigh Moolman, Lizzie Deignan en Anna van der Breggen konden haar volgen. Op de Saint-Nicolas viel Niewiadoma opnieuw aan, maar alleen Longo Borghini moest passen. Op de top versnelde Van der Breggen; zij bleef weg en kwam solo over de finish. Ze is hierdoor niet alleen de eerste winnares van Luik-Bastenaken-Luik, maar scoorde ook meteen een hattrick in de eerste volledige Ardense week voor vrouwen. Net als in de Amstel Gold Race en de Waalse Pijl, maakte Deignan het ploegenspel af met de tweede plaats, opnieuw gevolgd door Niewiadoma. In de achtervolgende groep sprintte Ellen van Dijk en Annemiek van Vleuten naar plaats vier en vijf en door mechanische pech in de laatste bocht op 200 meter kwam Janneke Ensing te voet over de finish, net buiten de top tien. Van Vleuten nam door haar vele ereplaatsen in het voorjaar de leiderstrui in de World Tour over van Coryn Rivera, die deze wedstrijd niet aan de start stond.

### Deelnemende ploegen
De beste 20 ploegen kregen automatisch een uitnodiging, hiervan was enkel Team Tibco afwezig vanwege de gelijktijdige Ronde van de Gila. De overige vijf aanwezige ploegen waren Bizkaia-Durango, Drops Cycling Team, SAS–Macogep, S.C. Michela Fanini en Sport Vlaanderen-Guill D'or.
| UCI-teams                          | UCI-teams                   |
| ---------------------------------- | --------------------------- |
| Alé Cipollini                      | Lares-Waowdeals             |
| Astana Women's Team                | Lensworld-Kuota             |
| BePink                             | Lotto Soudal Ladies         |
| Bizkaia-Durango                    | Orica-Scott                 |
| Boels Dolmans                      | SAS–Macogep                 |
| BTC City Ljubljana                 | S.C. Michela Fanini         |
| Canyon-SRAM                        | Servetto Giusta             |
| Cervélo-Bigla                      | Sport Vlaanderen-Guill D'or |
| Cylance Pro Cycling                | Team Sunweb                 |
| Drops Cycling Team                 | Team VéloCONCEPT            |
| FDJ Nouvelle-Aquitaine Futuroscope | Wiggle High5                |
| Hitec Products                     | WM3 Pro Cycling             |

### Rituitslag
| Luik-Bastenaken-Luik 2017 (135,5 km) |                        |                                    |          |
| Plaats                               | Naam                   | Ploeg                              | Tijd     |
| Winnaar                              | Anna van der Breggen   | Boels Dolmans                      | 3u42'17" |
| 2                                    | Elizabeth Deignan      | Boels Dolmans                      | + 17"    |
| 3                                    | Katarzyna Niewiadoma   | WM3 Pro Cycling                    | + 19"    |
| 4                                    | Ellen van Dijk         | Sunweb                             | + 31"    |
| 5                                    | Annemiek van Vleuten   | Orica-Scott                        | z.t.     |
| 6                                    | Ashleigh Moolman-Pasio | Cervélo-Bigla                      | z.t.     |
| 7                                    | Shara Gillow           | FDJ Nouvelle-Aquitaine Futuroscope | z.t.     |
| 8                                    | Olga Zabelinskaya      | BePink                             | z.t.     |
| 9                                    | Elisa Longo Borghini   | Wiggle High5                       | + 34"    |
| 10                                   | Cecilie Uttrup Ludwig  | Cervélo-Bigla                      | + 41"    |
| 11                                   | Janneke Ensing         | Alé Cipollini                      | + 48"    |
| 12                                   | Megan Guarnier         | Boels Dolmans                      | + 1'33"  |
| 13                                   | Leah Kirchmann         | Sunweb                             | z.t.     |
| 14                                   | Claudia Lichtenberg    | Wiggle High5                       | z.t.     |
| 15                                   | Sabrina Stultiens      | Sunweb                             | z.t.     |
| 16                                   | Audrey Cordon          | Wiggle High5                       | z.t.     |
| 17                                   | Anouska Koster         | WM3 Pro Cycling                    | z.t.     |
| 18                                   | Martina Ritter         | Drops Cycling Team                 | z.t.     |
| 19                                   | Tetjana Rjabtsjenko    | Lensworld-Kuota                    | z.t.     |
| 20                                   | Katrine Aalerud        | Hitec Products                     | + 1'37"  |
|                                      |                        |                                    |          |
| 33                                   | Ann-Sophie Duyck       | Drops Cycling Team                 | + 2'50"  |